# Премія Ейнштейна (США)
Премія Ейнштейна від Американського фізичного товариства (Einstein Prize from APS) — нагорода, що призначається Американським фізичним товариством (США) з 2003 року за видатні досягнення в області гравітаційної фізики. Премія присуджується раз на два роки, вона названа на честь Альберта Ейнштейна, автора спеціальної та загальної теорії відносності. Премія була заснована Тематичною групою з гравітації (зараз Підрозділ гравітаційної фізики - DGRAV) на початку 1999 року. Станом на 2013 рік, розмір премії становить $ 10000.

## Лауреати
- 2003. Джон Арчибальд Вілер і Пітер Бергман — За новаторські дослідження в загальній теорії відносності, включаючи гравітаційне випромінювання, квантову гравітацію, чорні діри, сингулярності простору-часу і симетрії в рівняннях
- 2005. Брайс Девітт — За широкий діапазон оригінальних вкладів в гравітаційну фізику, особливо в галузі квантової гравітації, калібрувальних теорій поля, гальмування випромінюванням в викривленому просторі-часі і обчислювальної теорії відносності; і за натхнення покоління студентів.
- 2007. Райнер Вайс і Рональд Древер — За фундаментальний внесок у розвиток детекторів гравітаційних хвиль на основі оптичної інтерферометрії, що призвело до успішної роботи лазерно-інтерферометричної гравітаційно-хвильової обсерваторії LIGO.
- 2009. Джеймс Гартл — За широкий діапазон фундаментальних вкладів в теорію релятивістських зірок, квантові поля в викривленому просторі-часі і особливо квантову космологію.
- 2011 Езра Тед Ньюмен[en] — За видатний внесок у теорію відносності, включаючи формалізм Ньюмена-Пенроуза, розв'язок Керра-Ньюмена та шарування. За його інтелектуальну пристрасть, щедрість та чесність, які надихнули та стали взірцем для поколінь релятивістів.
- 2013 Ірвін Шапіро — За його внесок у експериментальну перевірку релятивістських теорій гравітації для Сонячної системи, особливо за публікацію та вимірювання ефекту Шапіро.
- 2015 Якоб Бекенштейн — За його новаторську роботу з вивчення ентропії чорної діри, яка започаткувала сферу термодинаміки чорної діри та трансформувала тривалі зусилля з об'єднання квантової механіки та гравітації.
- 2017 Роберт Волд[en] — За фундаментальний внесок у класичні та напівкласичні дослідження гравітації; зокрема, за відкриття загальної формули для ентропії чорних дірок, та за розвиток строгого формулювання квантової теорії поля у викривленому просторі-часі.
- 2019 Абей Ашкетар[en] — За численні та плідні досягнення у загальній теорії відносності, включаючи теорію чорних дір, канонічну квантову гравітацію та квантову космологію.
- 2021 Кліффорд Вілл[en], Саул Тьюколскі — За видатний внесок у дослідження загальної теорії відносності з теоріями гравітаційних хвиль, астрофізичних чорних дір і нейтронних зірок.